# Ninti
Ninti (sumerisch 𒊩𒌆𒋾) ist die sumerische Göttin des Lebens.
Sie ist eine von acht heilenden Göttinnen, die von Ninḫursanga erschaffen wurde, um Enkis Körper zu heilen. Das Wort ti (𒋾) steht für Rippe. Ihre Aufgabe war es, die Rippenschmerzen zu heilen. Da Enki verbotene Blumen gegessen hatte, wurde er von Ninḫursanga verflucht. Anschließend wurde sie von den Göttern gezwungen, ihn zu pflegen. Einige Forscher vermuten, dass diese Erzählung die Grundlage für die Erschaffung Evas aus Adams Rippe war.
Judy Chicago widmete Ninti eine Inschrift auf den dreieckigen Bodenfliesen des Heritage Floor ihrer 1974 bis 1979 entstandenen Installation The Dinner Party. Die mit dem Namen Ninti beschrifteten Porzellanfliesen sind dem Platz mit dem Gedeck für die Fruchtbarkeitsgöttin zugeordnet.